# Provița de Sus, Prahova
Provița de Sus (mai vechi, Moicei, Moiseni) este satul de reședință al comunei cu același nume din județul Prahova, Muntenia, România.
Așezarea este atestată documentar din 1550.

## Personalități
- Ion Moraru (n. 1949), senator